# Dark Mode

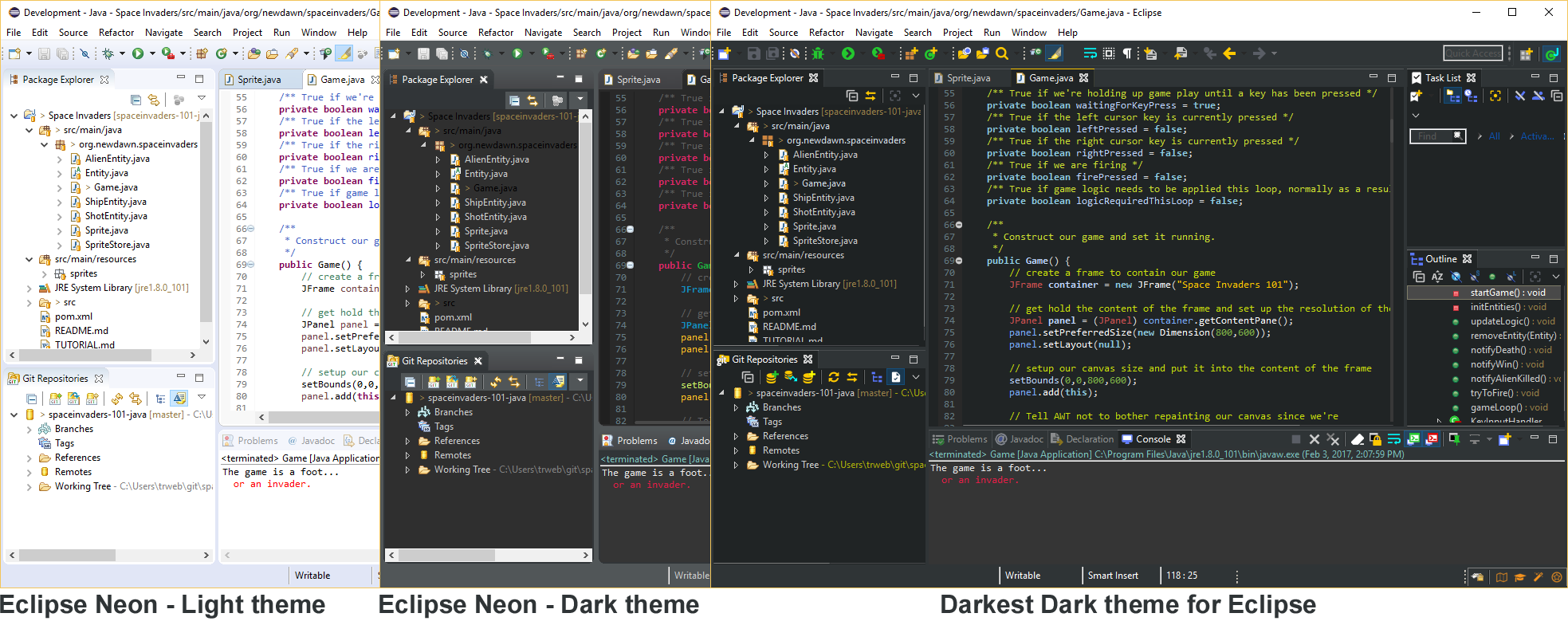
Die Eclipse IDE im hellen, dunkleren und dunkelsten Thema

Der Dark Mode oder Dunkelmodus, manchmal auch Dunkler Modus oder Nachtmodus genannt, ist ein Farbschema, bei dem heller Text sowie helle Symbole und grafische Bedienelemente auf dunklem Hintergrund verwendet werden. Viele moderne Internetseiten, Programme und Betriebssysteme bieten dem Benutzer einen optionalen dark-mode-Anzeigemodus. Über die Nützlichkeit wird viel diskutiert, einige Nutzer finden den Dark Mode optisch ansprechender, andere lehnen diesen Modus prinzipiell ab.
Manchmal werden dunkle Farbschemata auch mit einem Blaulichtfilter kombiniert, um dessen Effekt zu verstärken.

## Geschichte
Die ersten Computerarbeitsplätze, die noch mit monochromen Bildschirmen auf Basis einer Kathodenstrahlröhre arbeiteten, nutzten systembedingt helle Schrift auf dunklem Hintergrund. So konnten anfangs nur grüne, später oft auch bernsteinfarbene Bildpunkte dargestellt werden, und die Betriebssystem-Schnittstellen, damals zumeist textbasierte Shells, verwendeten eine Schrift in der jeweiligen monochromen (hellen) Farbe auf dem sonst dunklen Hintergrund. Auf leistungsfähigeren Monitoren, die auch Weiß darstellen konnten, wurde hingegen versucht, Papier nachzuempfinden: In so gut wie allen grafischen Benutzeroberflächen seit dem Xerox Alto von 1973 wurde eine weiße Hintergrundfarbe gewählt, wenn ein dementsprechender Monitor zur Verfügung stand. Um jedoch auch auf monochromen Monitoren zu funktionieren, hatten auch einige grafische Betriebssysteme neben einem Farbmodus mit weißem Hintergrund ein angepasstes Farbschema mit hohem Kontrast, das mit hellen Symbolen, Steuerelementen, Widgets und Text auch auf einem monochromen System und mit dunklem Hintergrund nutzbar war. Auf der PC-Plattform etwa hatte Windows 95 noch ein derartiges dunkles Farbschema, das allerdings nach 1995 nur noch wenig genutzt wurde – VGA-Monitore hatten sich bereits durchgesetzt und weniger als 256 Farben gab es so gut wie nicht mehr, während das erste Windows von 1985, Windows 1.0, noch davon ausgehen musste, eventuell auf einem monochromen Monitor zu laufen.
Einer der wenigen Orte, der meist auch auf grafischen Benutzeroberflächen weiterhin hellen Text auf dunklem Hintergrund verwendete, waren Terminalemulationen wie die Unix-Shell oder die Eingabeaufforderung.

## Entwicklung und Umsetzung
Als Dark Mode bzw. Dunkelmodus kam ein im Betriebssystem umschaltbarer Modus, der wieder dunkle Hintergründe verwendet, erst in den späten 2010er Jahren wieder in Mode, als Apple die Funktion 2018 in macOS Mojave auf Desktop-Computern und 2019 in iOS 13 auf iPhones und iPads integrierte. Daraufhin wurde auch in Windows 10, zahlreichen Linux-Distributionen und im iOS-Konkurrenten Android ein Dunkelmodus integriert. Die Enterprise-Versionen des Betriebssystems Windows 11 werden inzwischen standardmäßig mit aktiviertem Dunkelmodus ausgeliefert.
Im Unterschied zu einem dunklen Farbschema ist der Dark Mode einerseits jederzeit umschaltbar, sowohl manuell wie auch automatisch etwa für Tag und Nacht, andererseits regelt der Modus systemweit die Hintergrundfarbe, sodass entsprechende API-Funktionen im Betriebssystem zur Verfügung stehen. Anwendungssoftware musste daher erst angepasst werden, um den Dunkelmodus zu unterstützen und somit von der neuen Betriebssystemfunktion zu profitieren. So führten etwa Microsoft Office 2018 (Mac, Windows folgte 2021), Google Chrome und Gmail 2019, WhatsApp 2020 und LibreOffice 2022 (Windows: mit Version 7.4) den Dunkelmodus ein. Aber auch Webseiten wurden an den Dark Mode angepasst, wie beispielsweise Outlook.com 2018. Damit der Modus jedoch automatisch mit dem gesamten System umgeschaltet werden kann, wurde mit dem CSS-Entwurf „CSS Color Adjustment Module Level 1“ von 2019 ein neuer Media Query eingeführt, womit Webseiten nun prüfen können, in welchem Modus sich das System befindet: Über die Abfrage der prefers-color-scheme, die entweder den Wert no-preference (der Benutzer hat keine Entscheidung hinsichtlich des Dark Mode getroffen), dark (dt. dunkel) oder light (dt. hell) zurückgibt, lassen sich jeweils angepasste Stylesheets verwenden. Der Webbrowser wie auch das Betriebssystem selbst müssen die Funktion jedoch ebenfalls unterstützten.

## Technische Herausforderungen
Um einen dunklen Modus zusätzlich zum hellen Modus anbieten zu können, genügt es meist nicht, die Text- und Hintergrundfarbe auszutauschen. Bei schwarzen Grafiken mit transparentem Hintergrund ergäbe sich zum Beispiel ein zu geringer Kontrast zum Seitenhintergrund.

## Medizinische Aspekte
Der Dark Mode wird von einigen Nutzern als augenschonender empfunden. Derartige persönliche Erfahrungen werden durch medizinische Studien jedoch noch nicht bestätigt. Allerdings wird anerkannt, dass bei übermäßiger Lichtempfindlichkeit der Augen (zum Beispiel Photophobie) der Dark Mode die Augen weniger schnell ermüden lässt, wenn die Umgebung, in der man sich befindet, auch dunkel ist. Grundsätzlich empfiehlt beispielsweise das Deutsche Grüne Kreuz die Nutzung von hohen Kontrastwerten auf Bildschirmen und gleichzeitig den Verzicht auf grelle Farben. Hingegen sorgt ein heller Bildinhalt dafür, dass sich die Pupille verengt und so der Effekt der Schärfentiefe eine leichte Ametropie (Fehlsichtigkeit) ausgleichen kann.

## Stromverbrauch
Bei OLED-Bildschirmen kann der Dark Mode den Stromverbrauch wesentlich senken. Das hat längere Akku-Laufzeiten zur Folge. So verbraucht die Anzeige von Weiß bei voller Helligkeit etwa sechsmal so viel Strom wie reines Schwarz auf einem OLED-Display eines Google Pixel. Auch größere OLED-Bildschirme, wie in manchen PC-Monitoren und Fernsehern vorhanden, können unter Einsatz des Dark Modes im täglichen Gebrauch merklich sparsamer betrieben werden.